# Athyroglossa dinorata
Athyroglossa dinorata är en tvåvingeart som beskrevs av Wayne N. Mathis och Tadeusz Zatwarnicki 1990. Athyroglossa dinorata ingår i släktet Athyroglossa och familjen vattenflugor. Inga underarter finns listade i Catalogue of Life.